# BMW-Niere

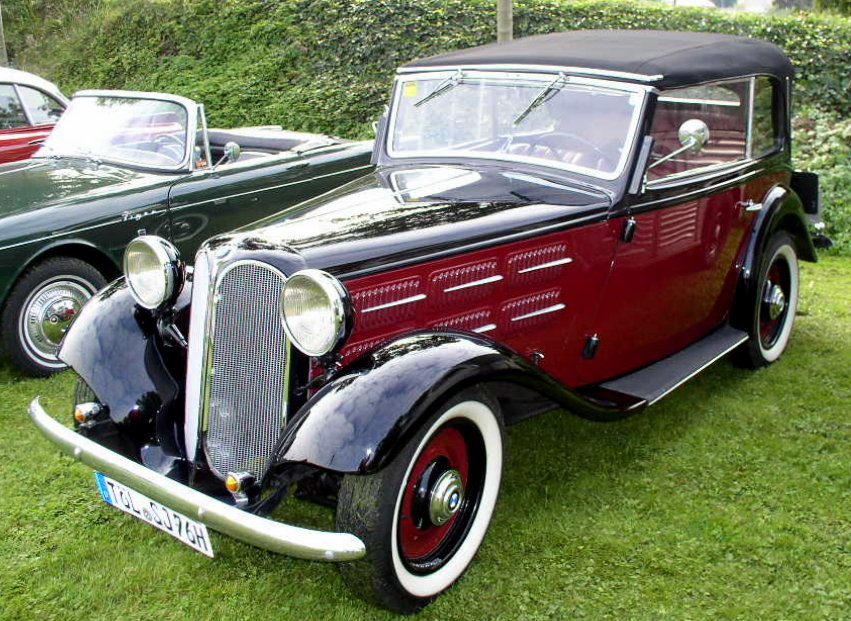
BMW 303, erstes Auto mit geteiltem Kühlergrill, als Cabriolet, 1934

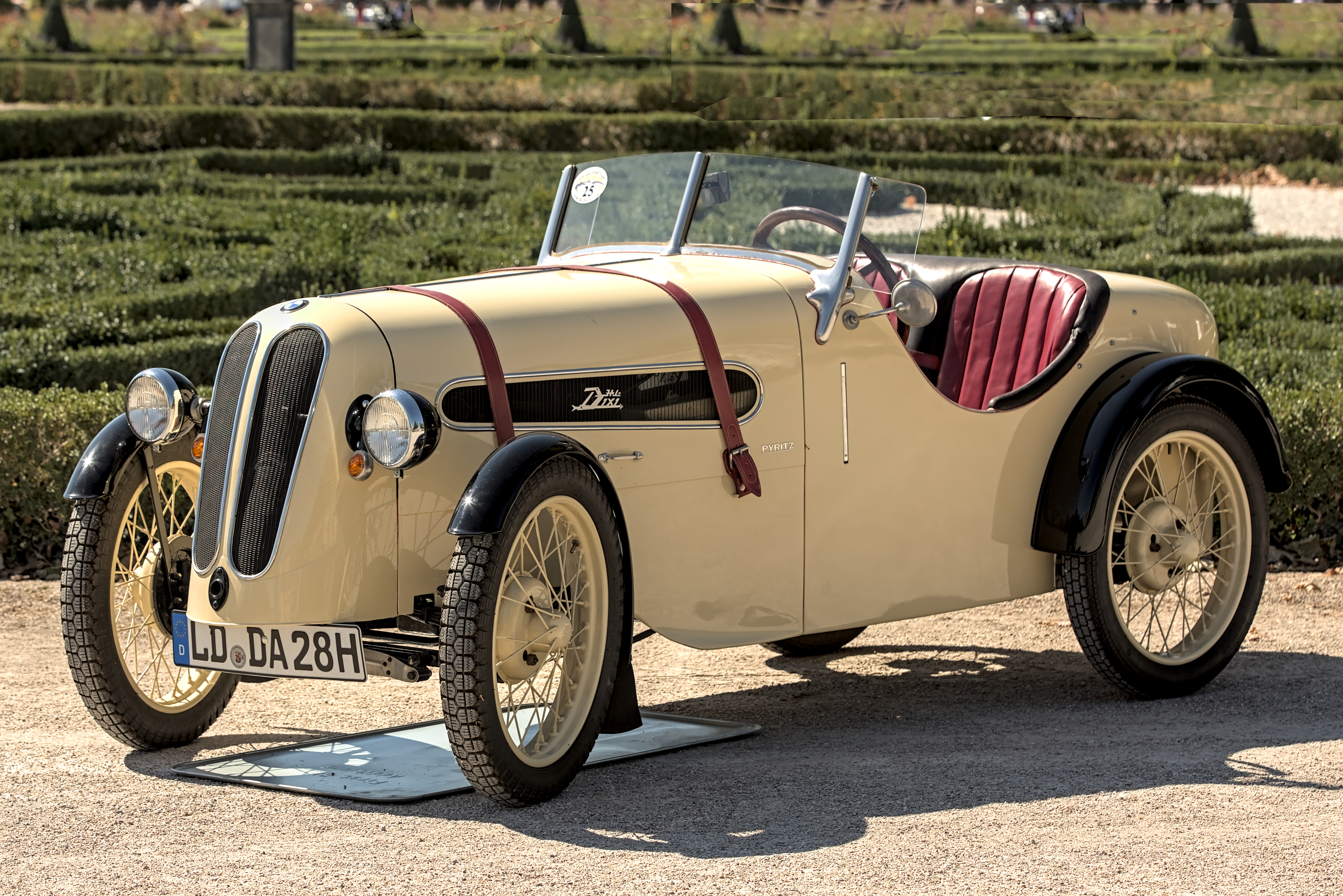
Ihle-BMW

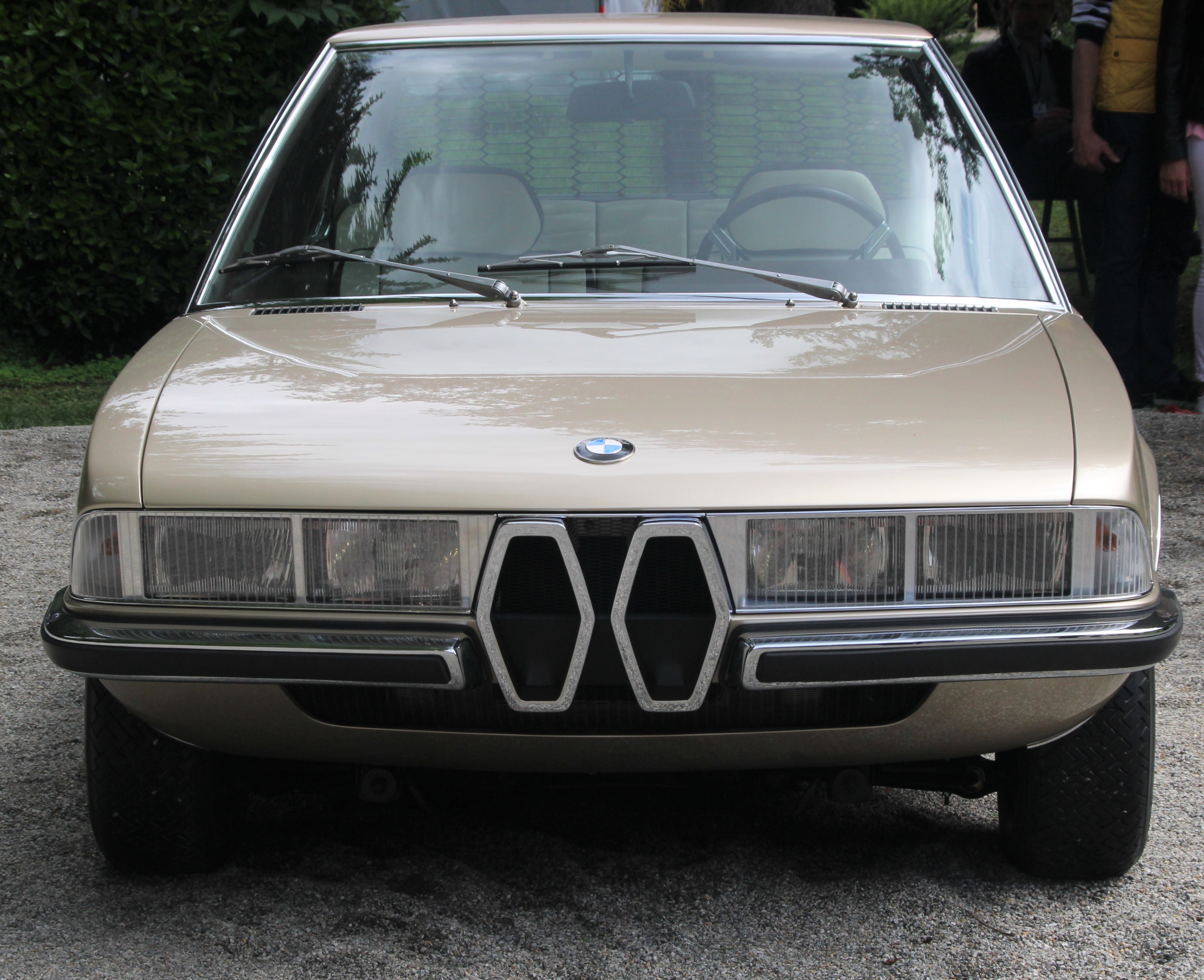
Studie Garmisch, 1970
(Nachbau von BMW 2019)

Die BMW-Nieren, der zweigeteilte abgerundete Kühlergrill, sind seit langer Zeit charakteristisches Merkmal aller BMW-Kraftwagenmodelle.

## Anfänge und Basis
Die Form der viele Jahre für BMW typischen Fahrzeugfront soll von dem in Bruchsal ansässigen Karosseriebauer Ihle eingeführt worden sein und Ihle damit auch Aufbauten für Fahrgestelle anderer Fabrikate angefertigt haben. Ab 1932 lieferte Ihle zweisitzige Roadsterkarosserien für den BMW 3/15 PS (DA 4) angeblich bereits mit dem nierenförmigen Kühlergrill, den BMW bald als markentypisches Stilelement übernahm.
BMW setzte nach eigener Darstellung erstmals 1933 im BMW 303 einen nierenförmigen Kühlergrill ein. In einer Unternehmensgeschichte schrieb Horst Mönnich über Fritz Fiedler, der 1932 als Chefkonstrukteur von Horch zu BMW gekommen war: „Beim Kühler merkte man die Handschrift Fiedlers. Er hatte ihn in leicht geneigter Form angelegt und die Ecken abgerundet, um den Luftwiderstand zu verringern, was wie von selbst die sogenannte BMW-Niere ergab.“
Mit dem BMW 326 ab 1936 wurde der Kühlergrill des damals hoch aufragenden Kühlers schmäler, später bei der Modellreihe BMW 501/502 durch seitliche Lufteinlässe ergänzt, um die Niere und vor allem die Frontpartie flacher gestalten zu können. Sehr frei gestaltet oder unabhängig von der als Markenzeichen zu betrachtenden Form, war der Sportwagen BMW 507; seine breiten, zwar auch durch einen Steg geteilten Lufteinlässe können nur schwer als BMW-Niere bezeichnet werden.
Seit 1962, der Einführung des BMW 1500, hatten alle Modellreihen mehr oder minder abgewandelt und verkleinert die Form, wie sie seit 1936 bekannt ist. Dieses Stilelement beizubehalten war etwa seit 1960 eine Forderung des BMW-Großaktionärs Herbert Quandt. Schon beim BMW 1500 wurde der Entwurf auf seinen Wunsch um die Niere ergänzt. Auch im Jahr 2020 sieht BMW sie als Erkennungszeichen.

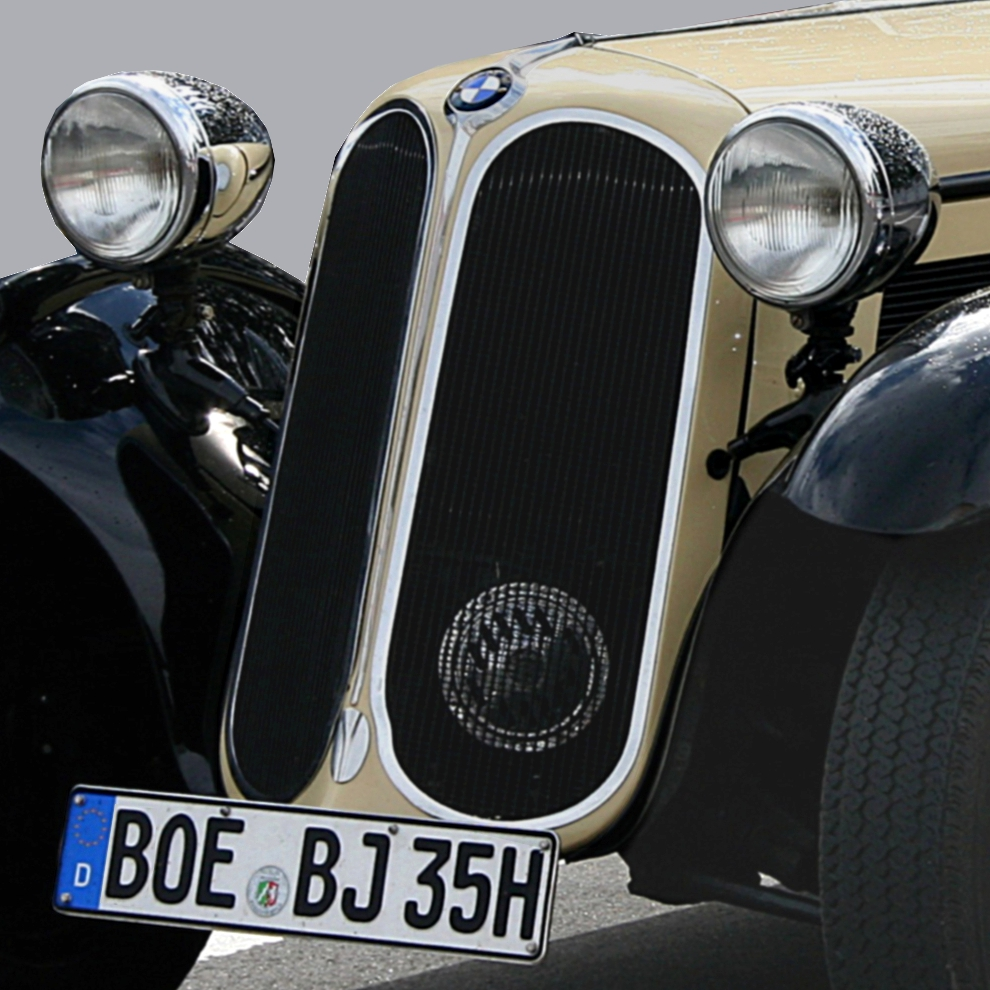
BMW 315/1 ab 1934
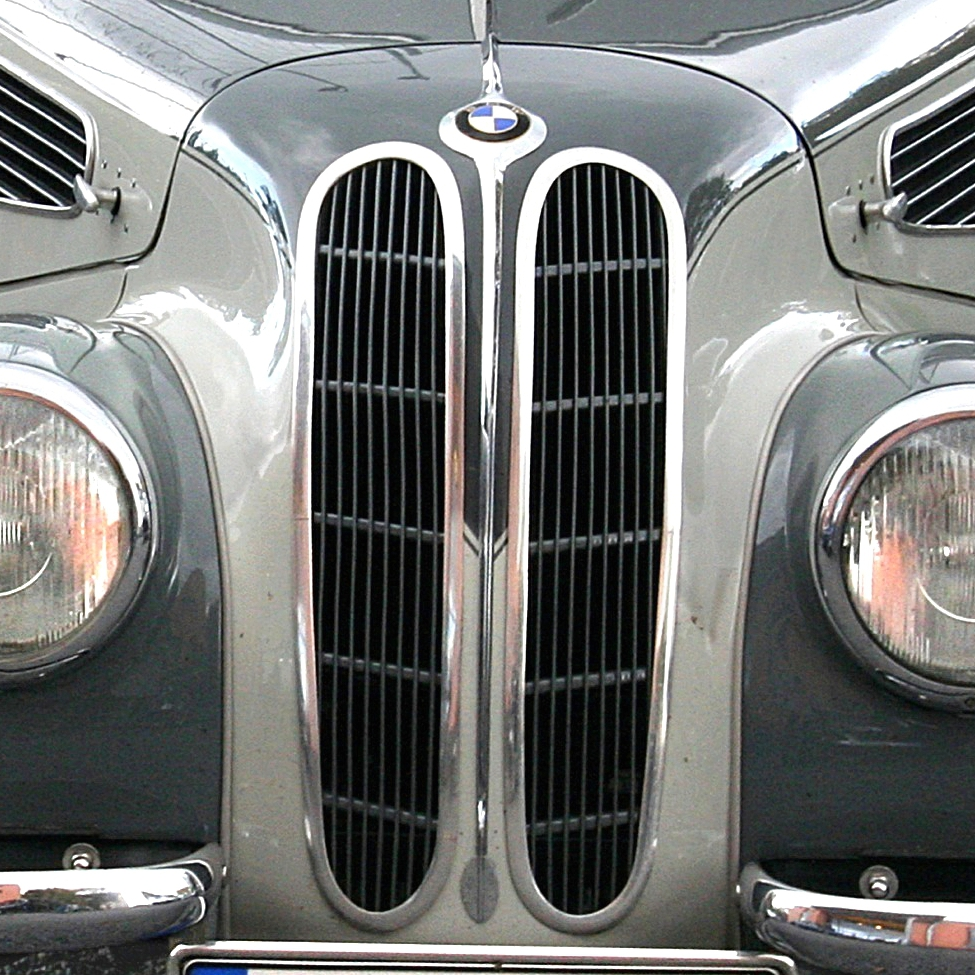
BMW 327 ab 1937
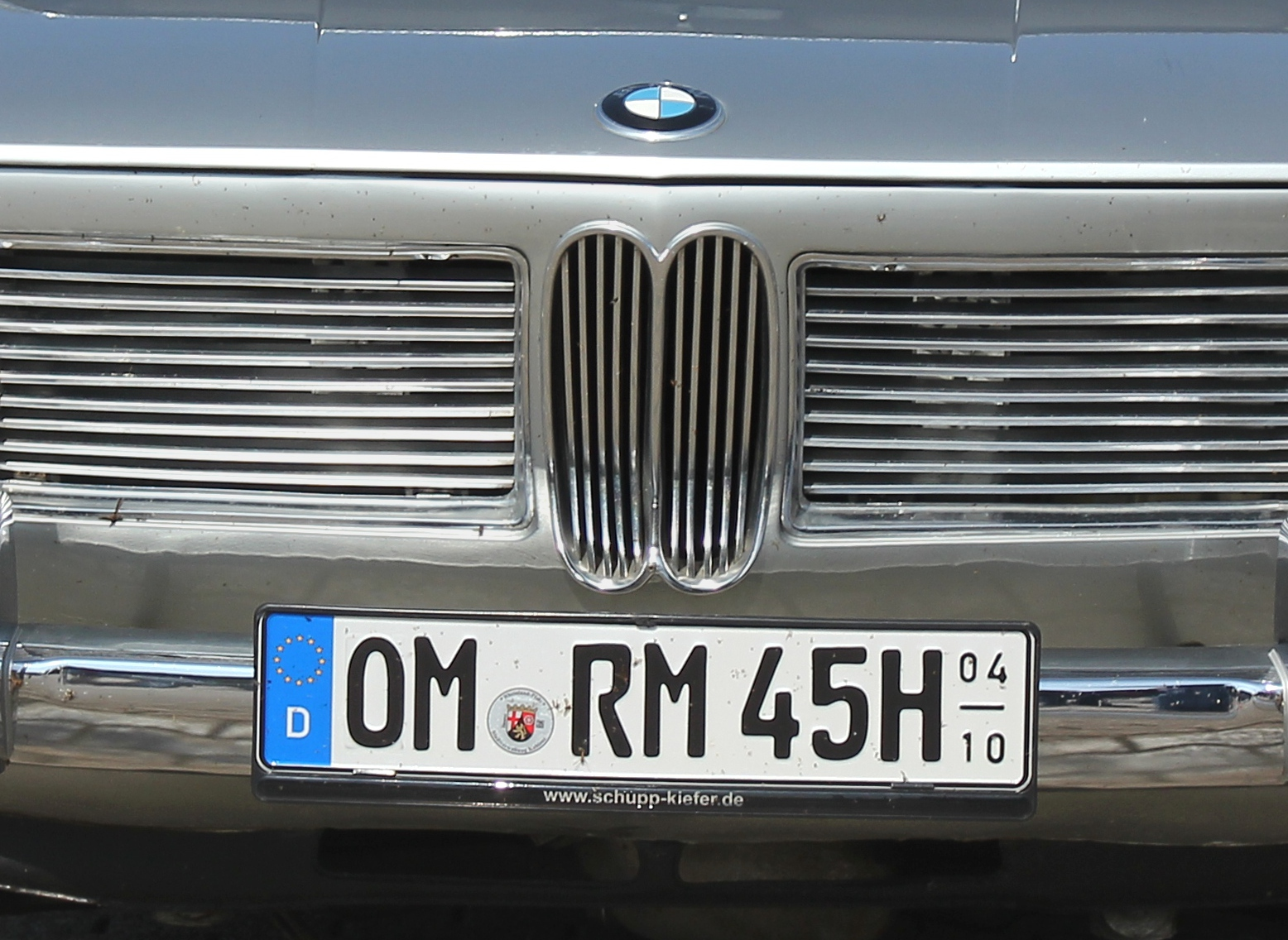
„Neue Klasse“ ab 1962
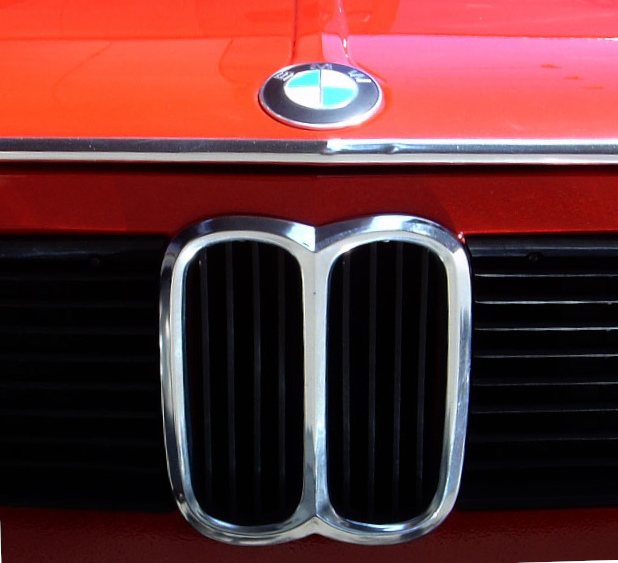
1970er Jahre, hier ein BMW 02
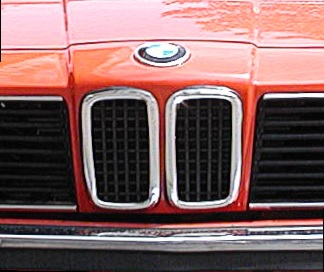
BMW 6er, ab 1976
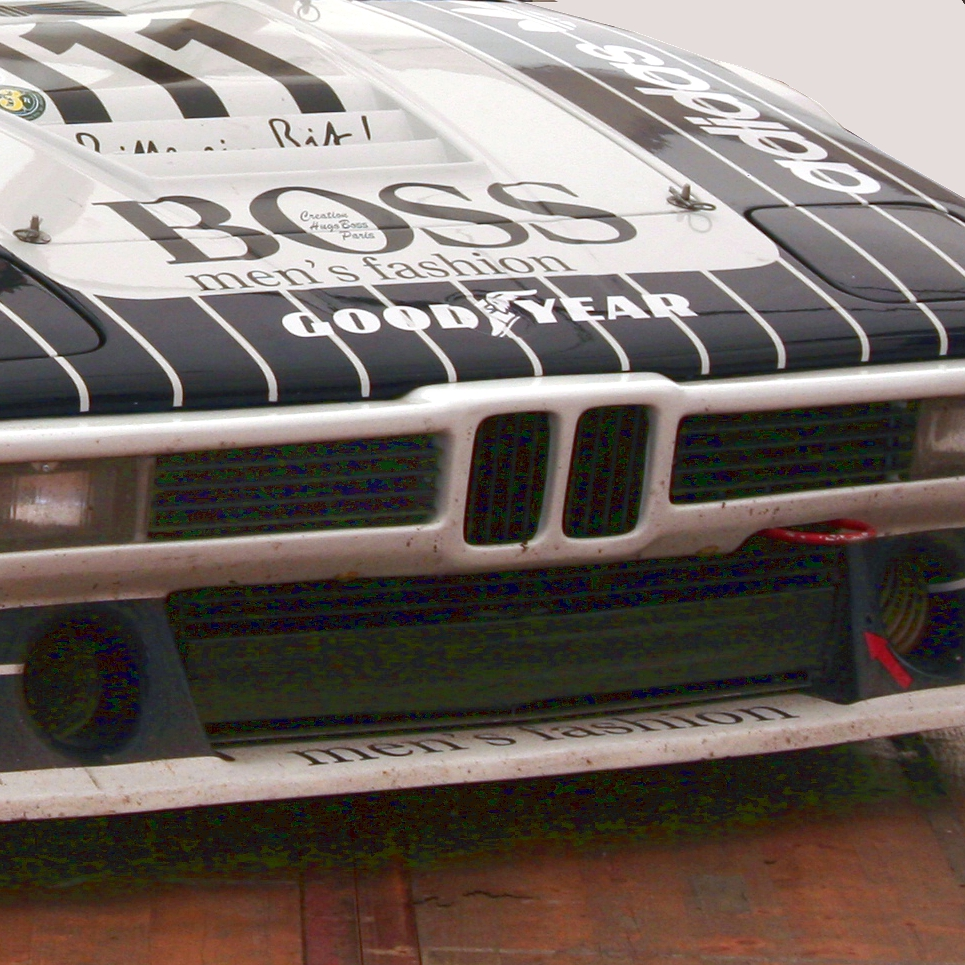
BMW M1, 1978–1981
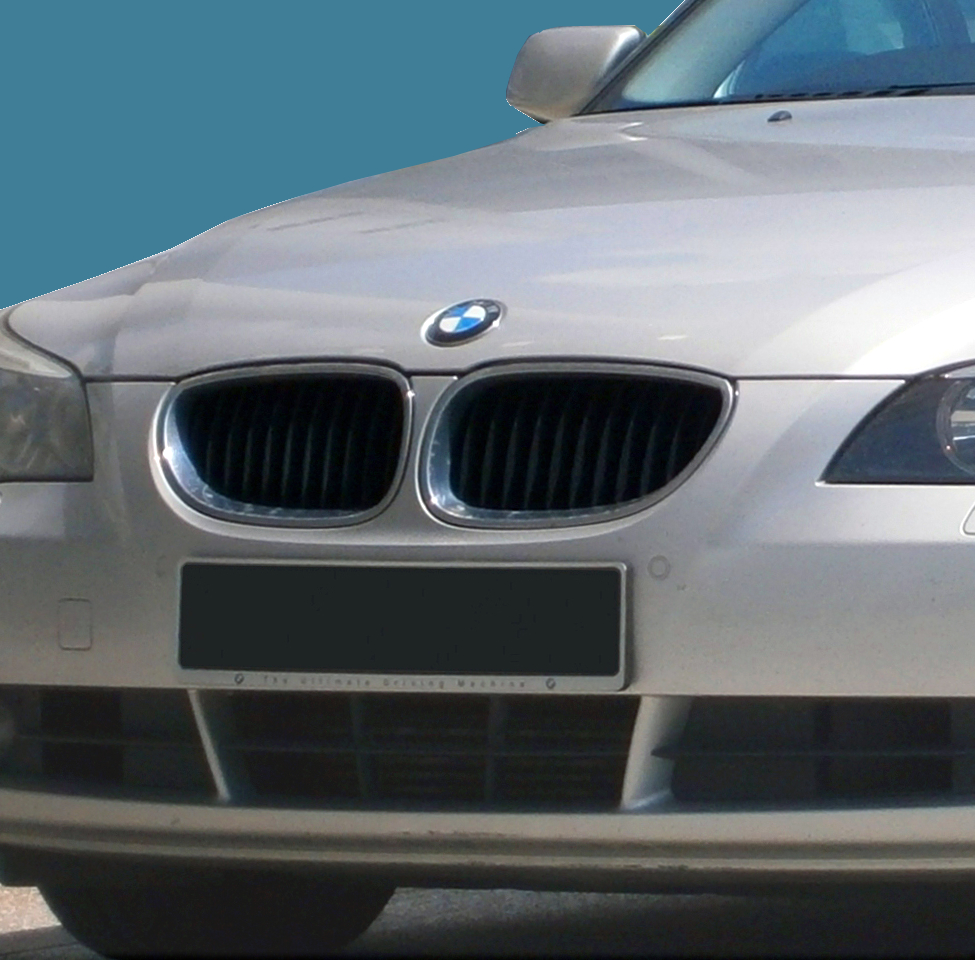
BMW 5er-Reihe, ab 2003
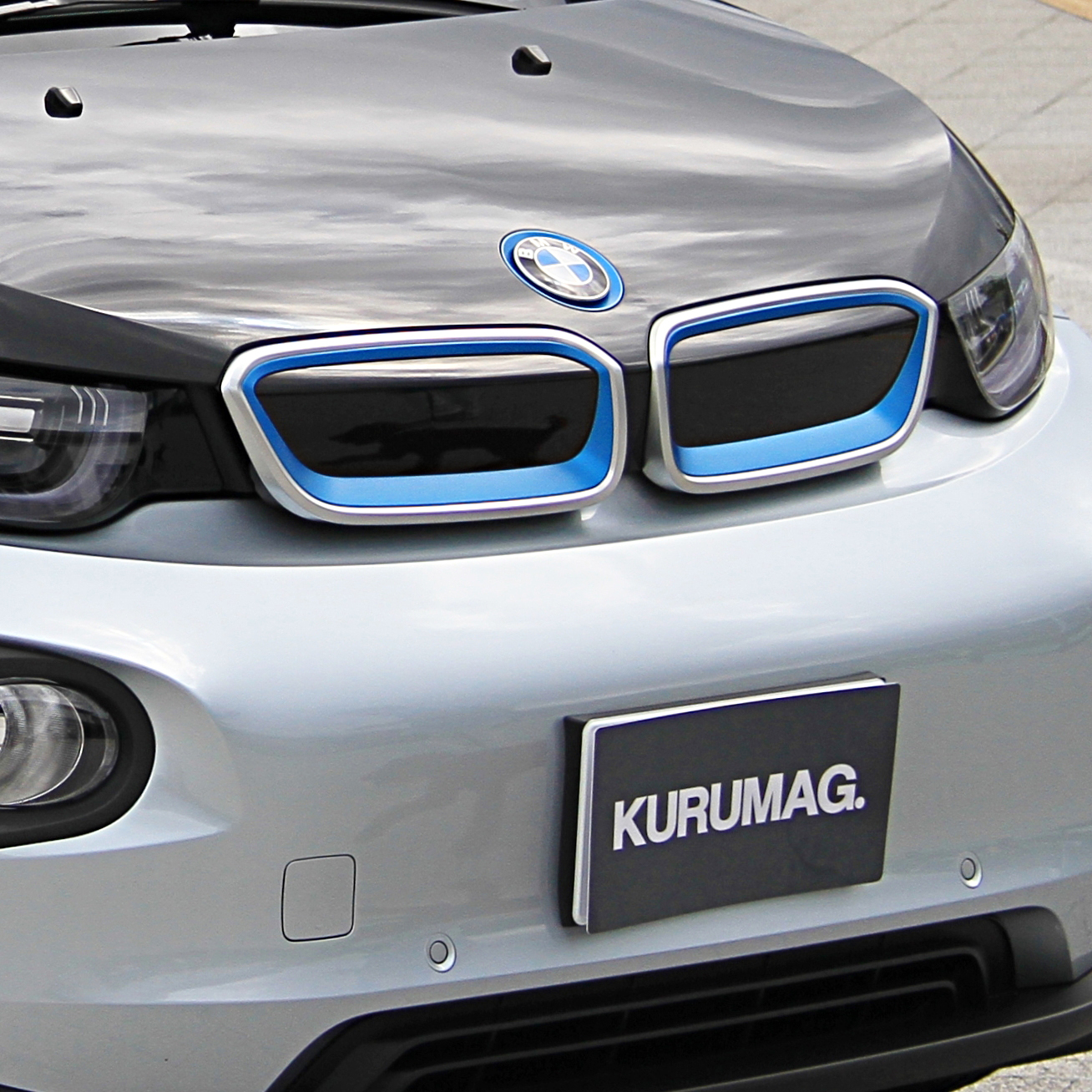
Elektroauto BMW i3, 2013–2022

## Entwicklungen ab 1975
Beim 7er BMW waren die Zwölfzylindermodelle und ab Modelljahr 1992 auch die Achtzylindermodelle durch breitere Nieren gekennzeichnet. Beim 5er BMW hatten die Achtzylindermodelle ebenfalls breitere Nieren. Ab Modelljahr 1995 erhielten alle Fahrzeuge der Baureihe die breiteren Nieren. Die vertikalen Streben waren ab Werk in den Vierzylindermodellen schwarz (z. B. im BMW 520d E60, ab 2003) und in den übrigen Fahrzeugen verchromt. Inzwischen ist die Niere auch ab Werk mit schwarzen Rahmen erhältlich, unter anderem beim BMW M2 CS. Die Gestaltung des Sportwagens BMW M1 nahm das Design der BMW Turbo-Studie von 1972 auf, ebenso war die Niere beim BMW Z1 und dem ersten 8er-Coupé (letztere wurden ab 1989 gefertigt) auffallend klein; allen gemeinsam ist eine flache Front.

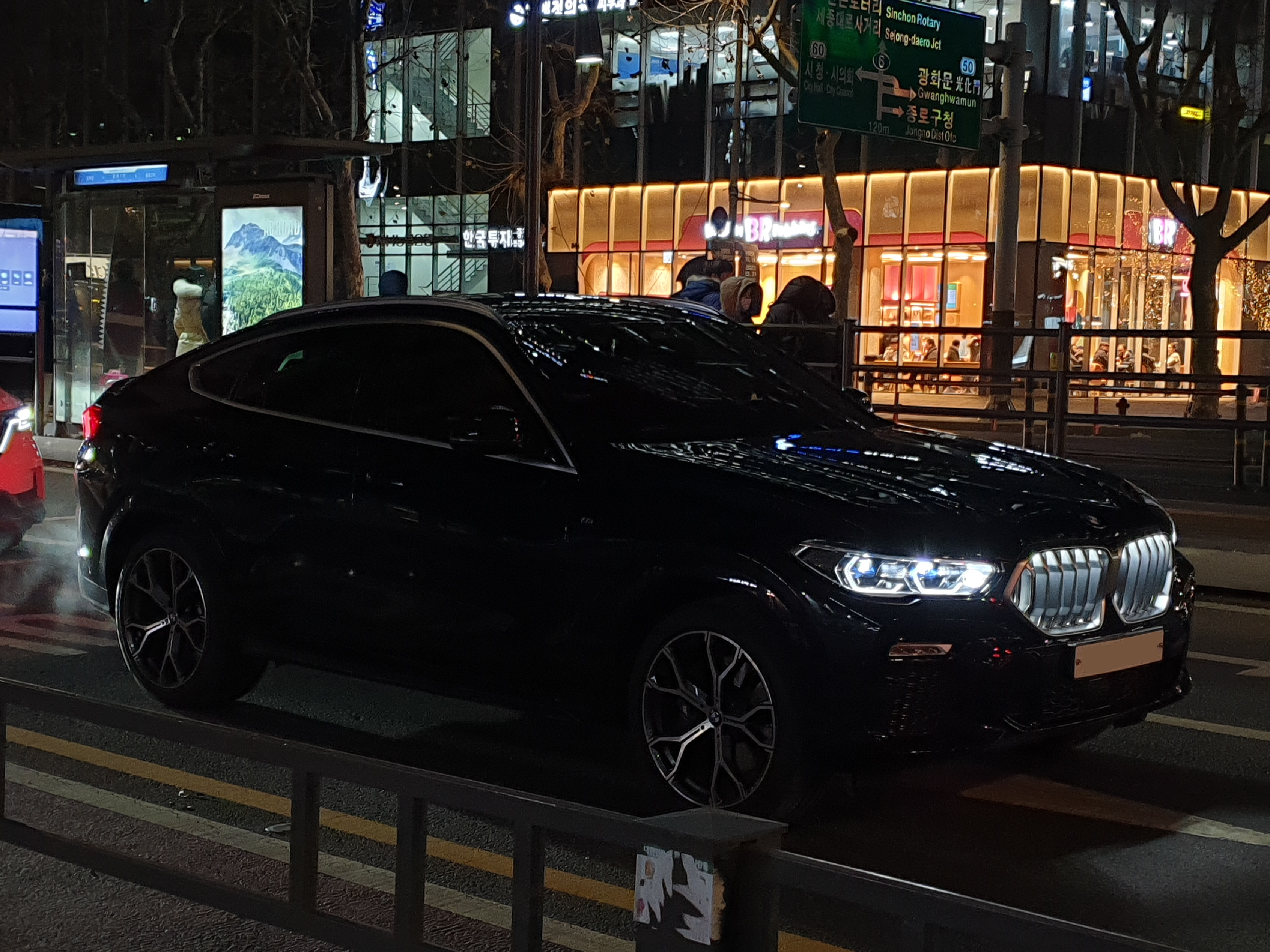
Beleuchtete Niere eines BMW X6, 2022

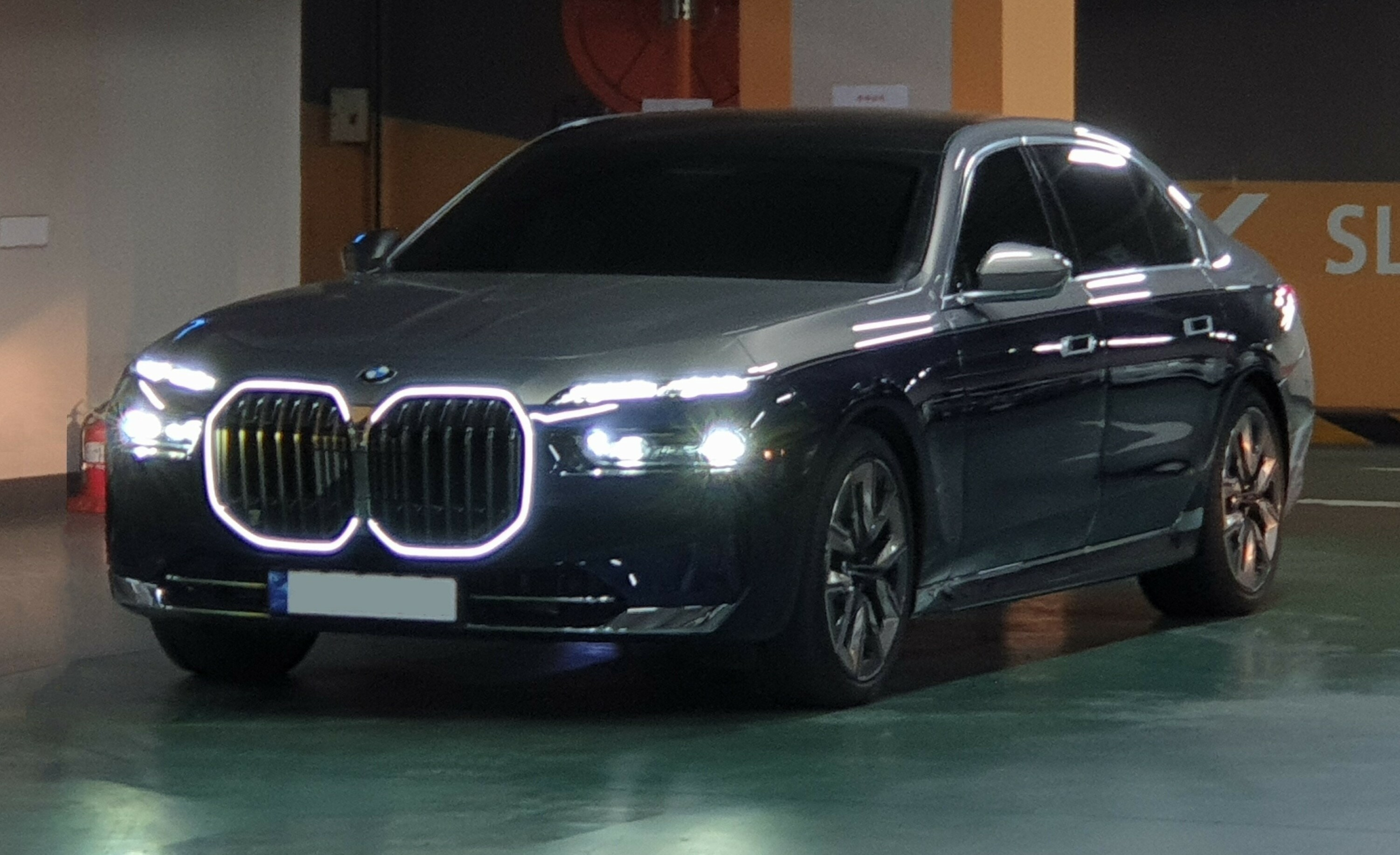
Beleuchtete Niere des 7er (G70), 2022

Bei dem 2013 vorgestellten Elektroauto BMW i3, dem BMW i8 und dem seit 2021 in Deutschland erhältlichen iX3 sind die zwei Nieren vollständig geschlossen, da bei diesen Konstruktionen kein Kühlergrill bzw. Lufteinlass an der Wagenfront nötig ist. Die Niere bleibt als Gestaltungselement und Unterscheidungsmerkmal. Auch der BMW 700 mit Heckmotor brauchte den vorderen Lufteinlass nicht. Trotzdem deuteten Luigi Colani und Willi Martini an ihren Versionen des Wagens die Niere an.
Im Jahr 2016 zeigte BMW mit der Studie des X2 zum ersten Mal die Kühlerform unten breiter als oben, was mit dem X2 2018 in Serie ging. Weiter sind die Stäbe wie schon bei der Modellpflege des 1er im Frühjahr 2015 und bei der etwa 2018 vorgestellten Modellpflege der 2er Active Tourers und auch dem 8er Coupé oben angeschrägt. Beim 8er-Coupé waren sie zunächst auf Wunsch mit Beleuchtung erhältlich (Iconic Glow).

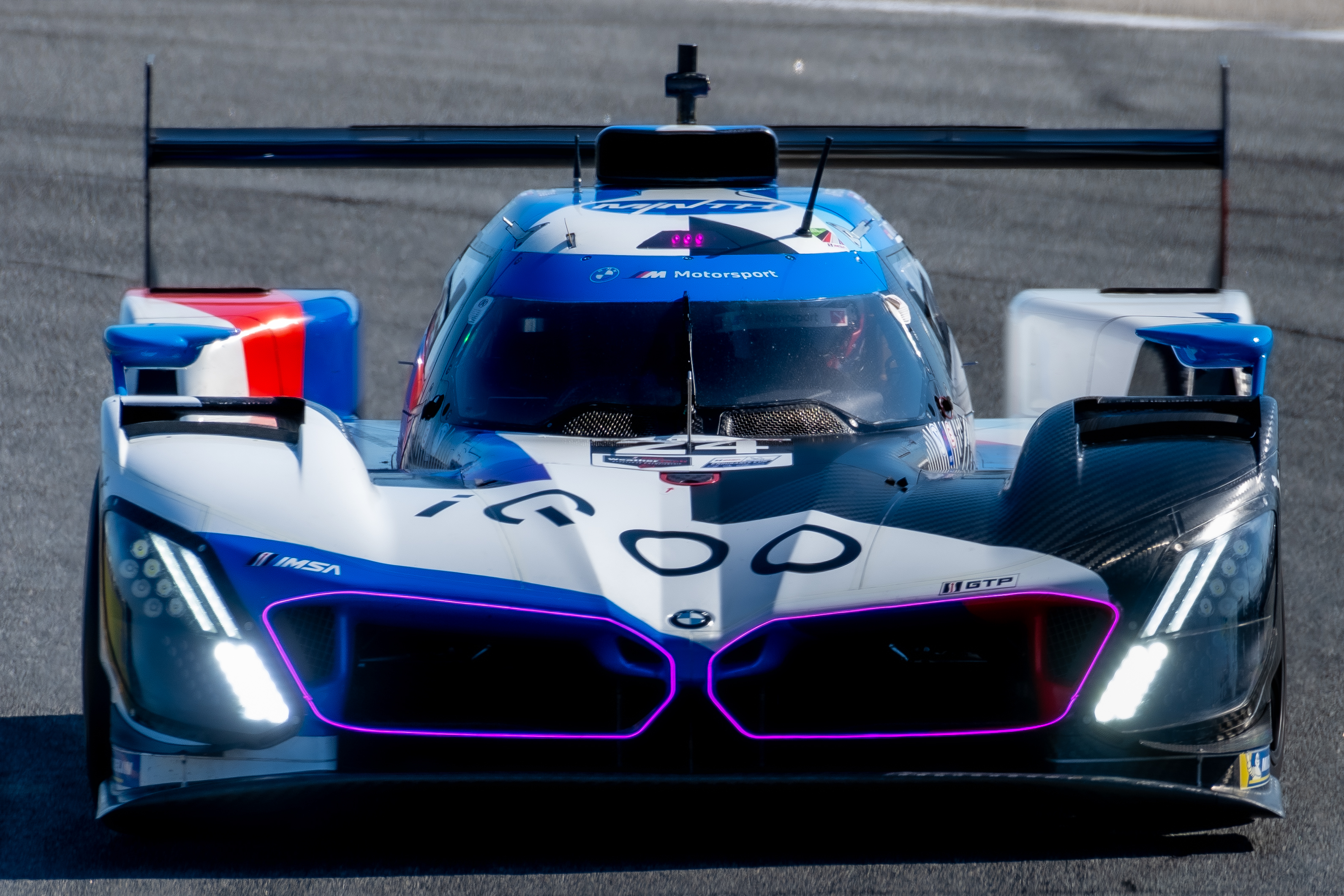
M Hybrid V8 mit Lichtsignatur

Mit der Vorstellung der dritten Generation des Z4 im September 2017 entfielen im Innern der Niere die Stäbe; stattdessen gibt es dort eine Gitterstruktur.
Auch beim M 135i, der M 340i und M 340d und beim 2020 vorgestellten 2er Gran Coupé als M 235i wird sie eingesetzt.
Nachdem 41 Prozent der 7er-BMWs nach China geliefert worden waren, war BMW bestrebt, beim Facelift dieses Fahrzeugs 2019 mit wuchtigeren Formen auch weiterhin den Geschmack der dortigen Käuferschaft zu treffen. Das zeigte sich unter anderem in einer vergrößerten, verchromten Niere. Bei dieser haben die senkrechten Streben keine parallelen Kanten mehr. Beim Luxus-SUV X7, zu dessen Hauptmärkten China und die USA gehören, wurde sie in Bezug auf Größe und Gesamtform ähnlich gestaltet. Obgleich das Design zu heftigen Diskussionen führte, berichtete BMW im Dezember 2019 von unverminderter Nachfrage beim X7, die Produktion sei auf lange Zeit ausverkauft. Eine weitere größere Niere kam 2020 mit dem 4er-Coupé auf den Markt. Die Form war im September 2019 mit der Studie Concept 4 vorgestellt worden. Zudem hatte BMW schon 2018 mit großem Aufwand den Aufbau der verschollenen Studie Garmisch von 1970 begonnen und diese im Mai 2019 vorgestellt. Chefdesigner Adrian van Hooydonk erklärte dazu: „Ich sah die Fotos aus dieser Zeit vor ein paar Jahren und sie gingen mir nicht mehr aus dem Kopf. Das Auto schien der Vergangenheit anzugehören, aber ich fand es überraschend modern.“ Bei dem M-Modell zum 4er-Coupé, das seit 2021 auf dem Markt ist, hat der Kühlergrill keinen Rahmen und erstmals ausschließlich waagerechte Streben, siehe Foto, beim Sondermodell M4 CSL wurde noch die Zahl der Streben auf eine für die obere und untere Hälfte reduziert. Um „eingefleischten Fans“ Rechnung zu tragen, beließ man es bei der zweiten Generation des 2er Coupés 2021 bei der flacheren Niere. Die Streben des Siebener von 2019 wurden 2022 beim X1 wieder aufgenommen. Auch bei der 2022 eingeführten G70-Baureihe des 7er ist die Niere ein dominantes Designmerkmal. Begründet wird dies mit jungen und experimentierfreudigen Kunden in China, wo mittlerweile fast 50 Prozent der 7er verkauft werden. Neu ist, dass der Rahmen um die Niere beleuchtet werden kann.
Im Juli 2022 wurde der Motorsport-Prototyp BMW M Hybrid V8 mit einer deutlichen Ausprägung der Niere vorgestellt, bei ihm können die Umrandungen der Niere beleuchtet werden. Dazu werden Lichtwellenleiter um die Nieren-Öffnungen von einem Laser aktiviert. Beim Juni 2024 vorgestellten Einser wurde die Niere gegenüber dem Vorgänger etwas verkleinert und einige Streben verlaufen schräg. Die teilweise schräg verlaufenden Streben finden sich ebenso an der auch im Juni 2024 vorgestellten vierten Generation des X3 (G45).

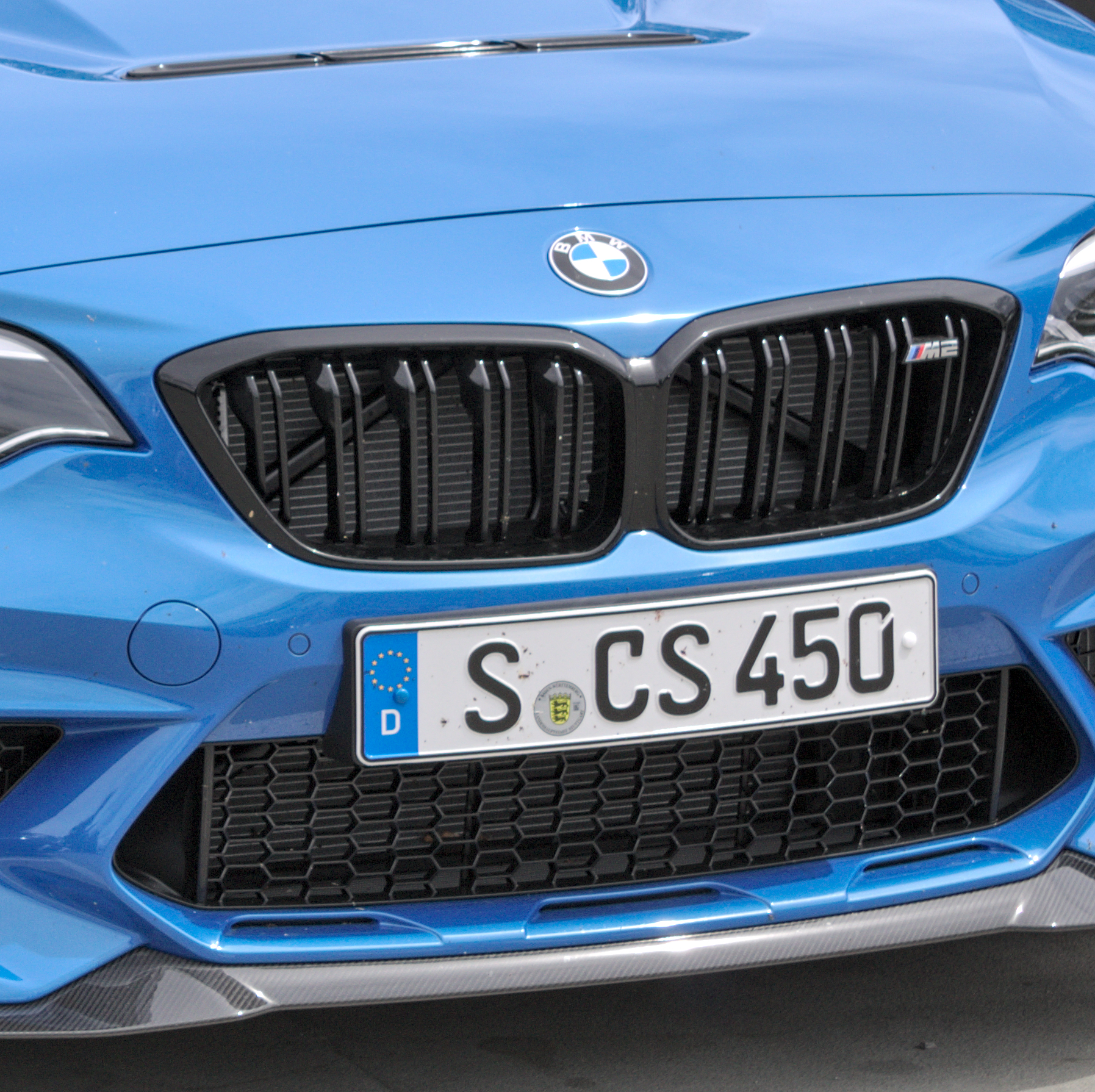
Komplett schwarzer Grill mit Doppelstreben eines BMW M2
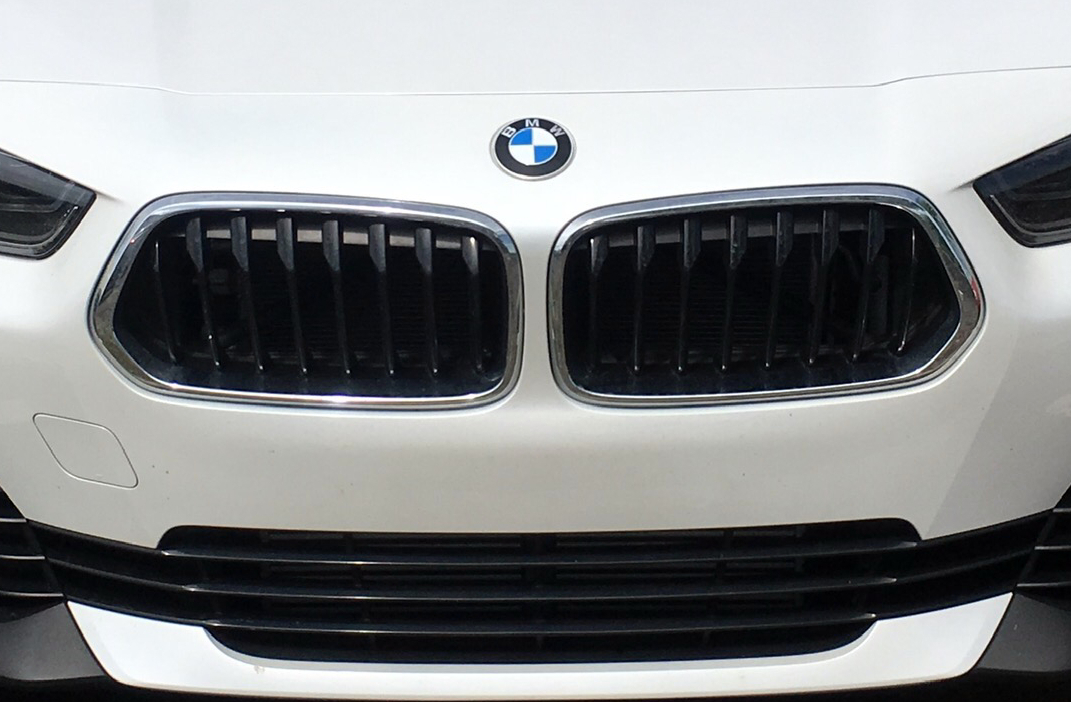
BMW X2, 2016 und Serienversion 2018
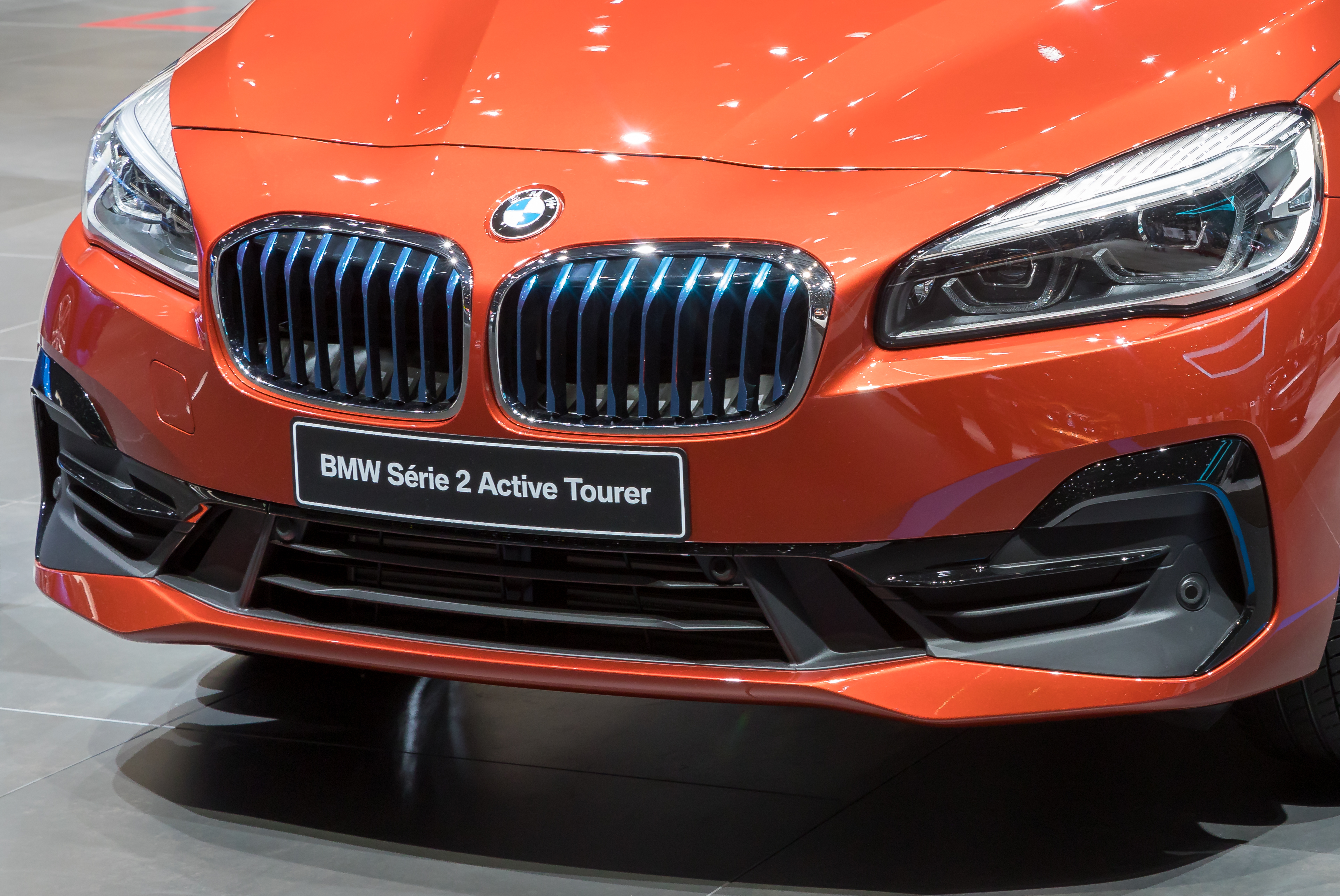
BMW 2er Active Tourer, seit 2018
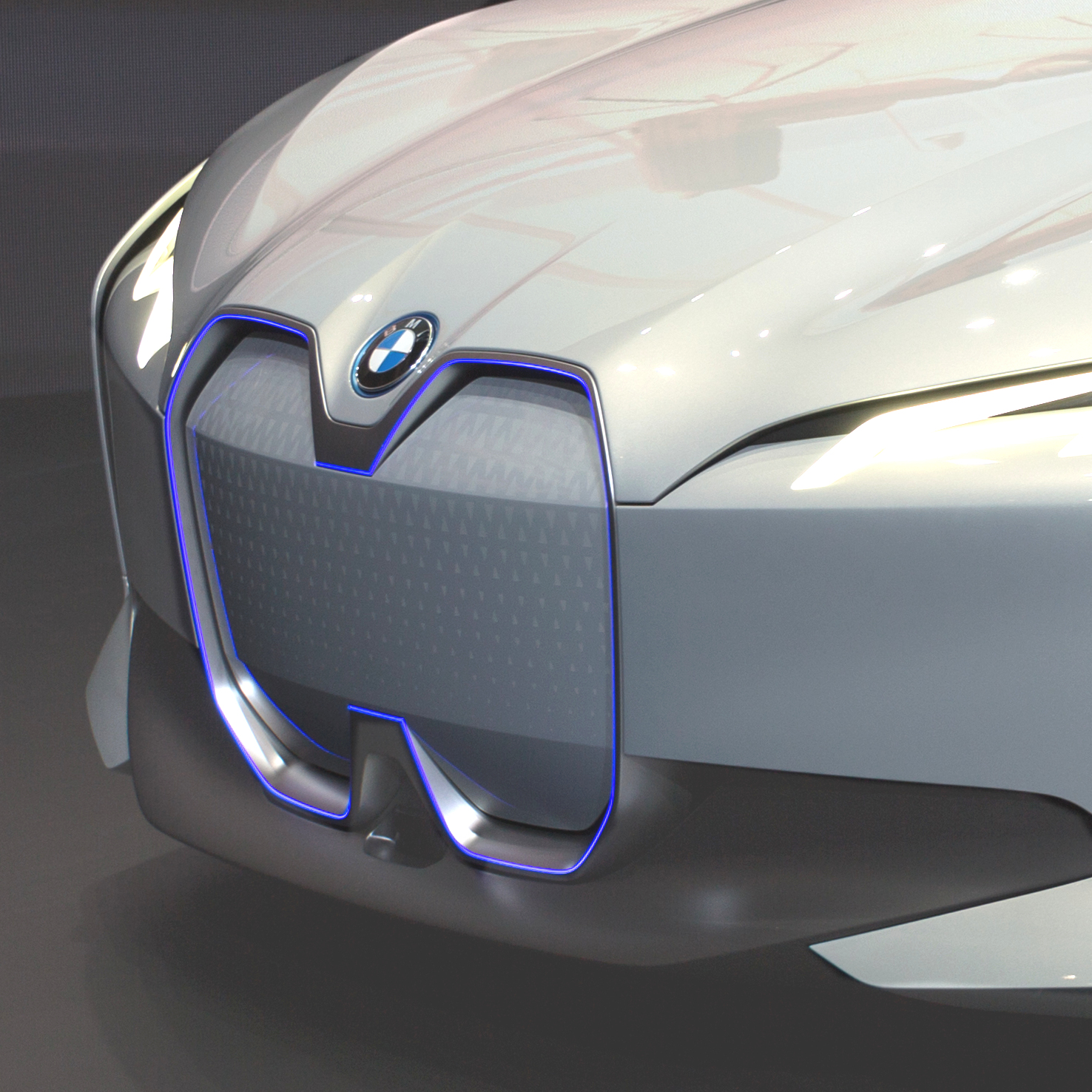
Elektroauto, Studie 2017
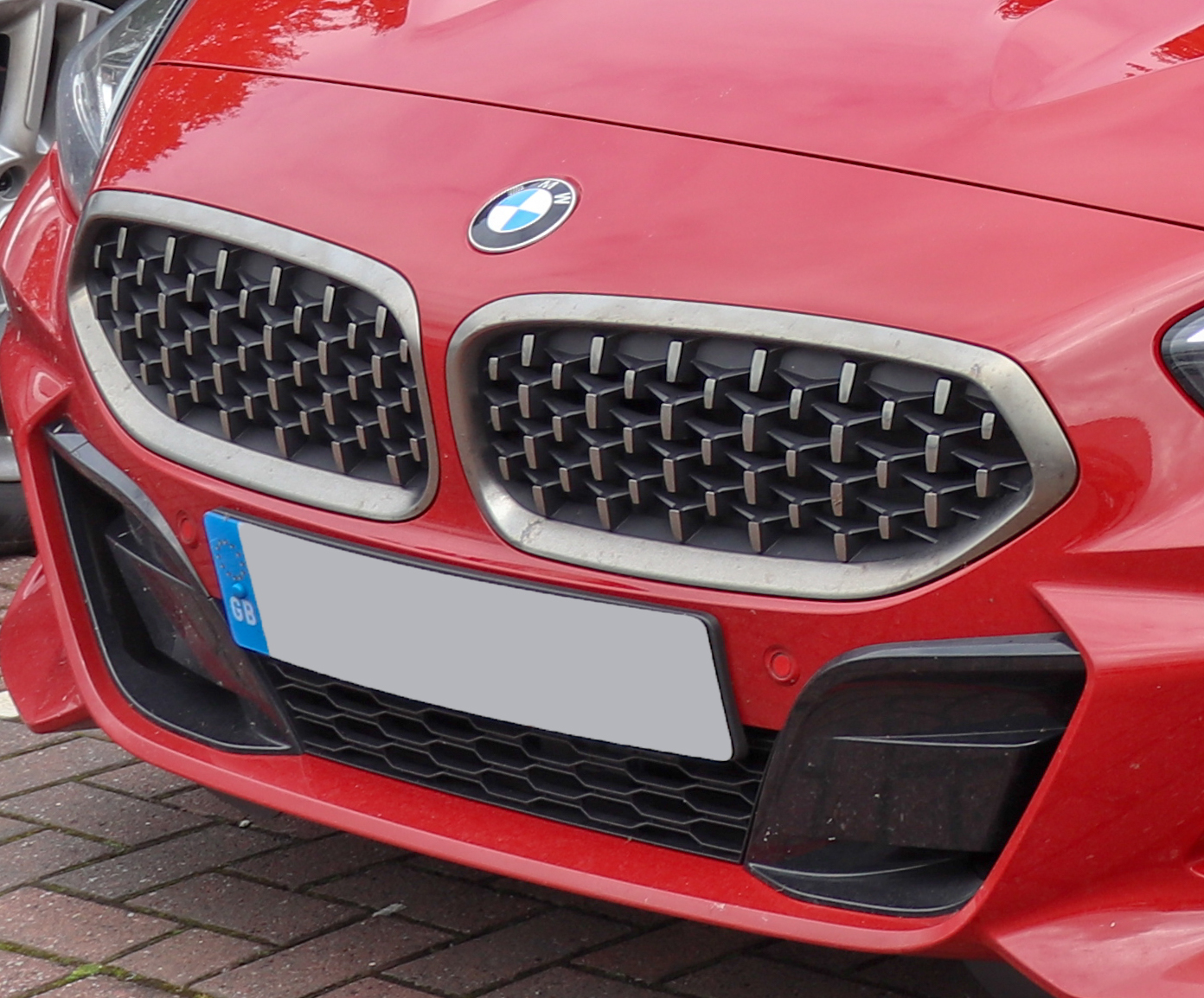
Niere mit Gitterstruktur, BMW Z4 ab 2018
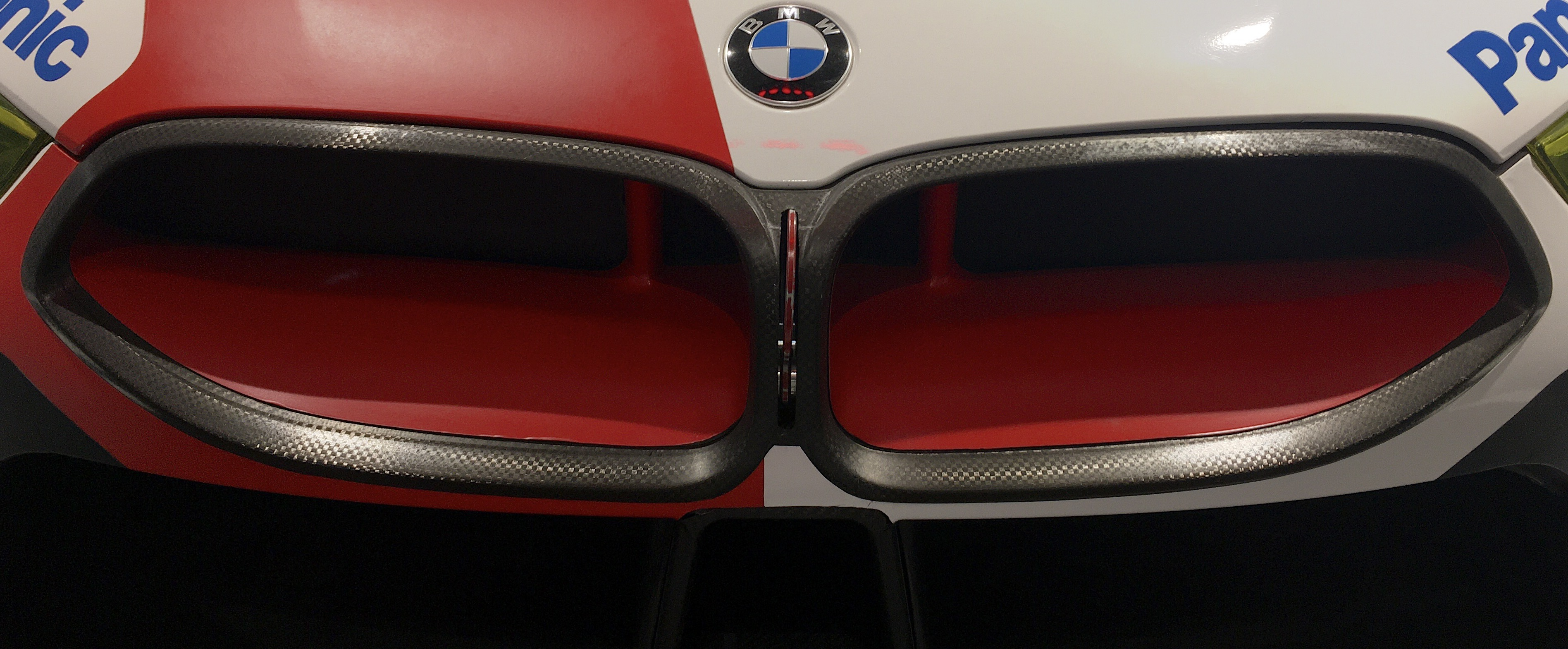
Ohne Stäbe, BMW M8 GTE 2019
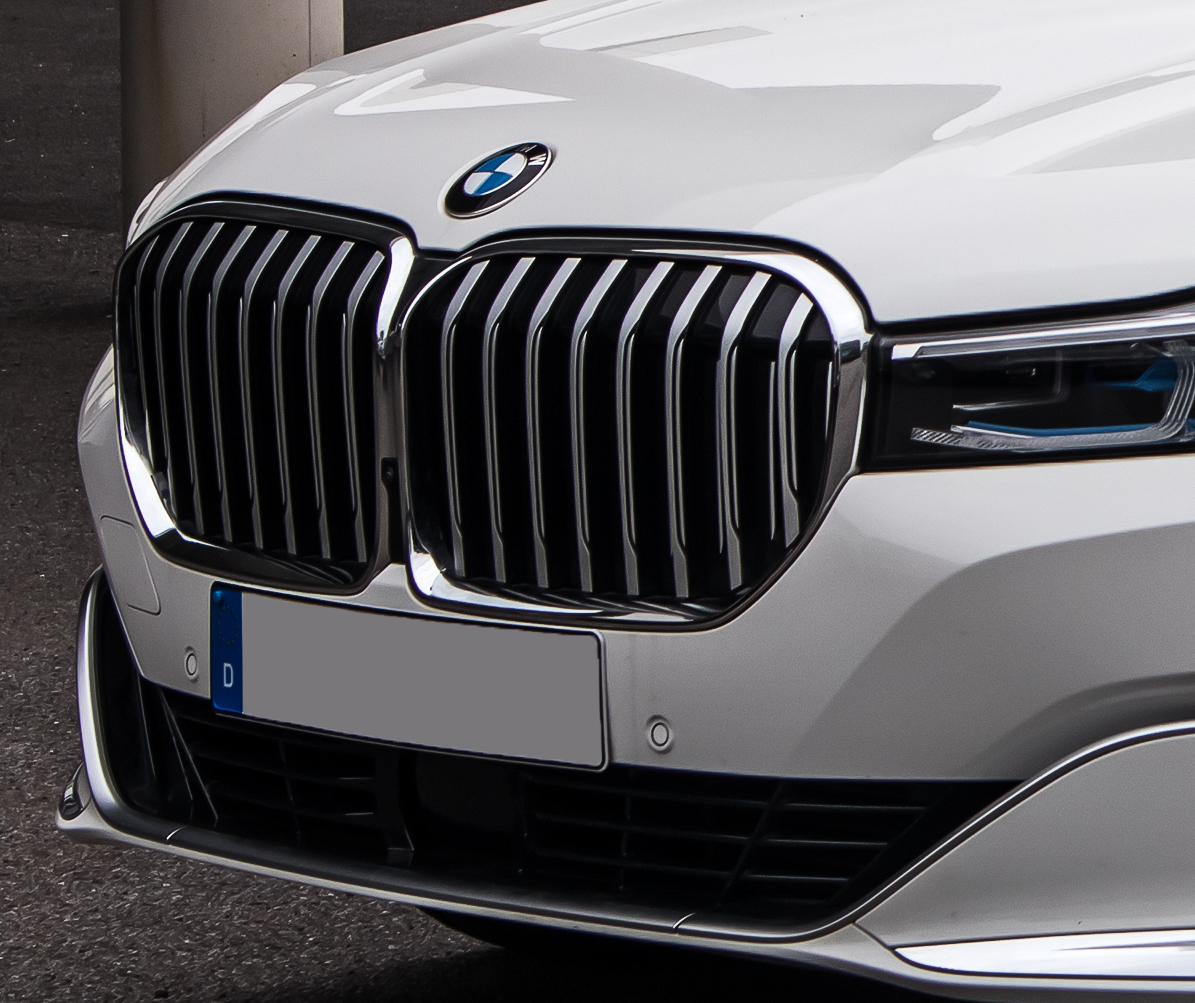
BMW 7er, 2019
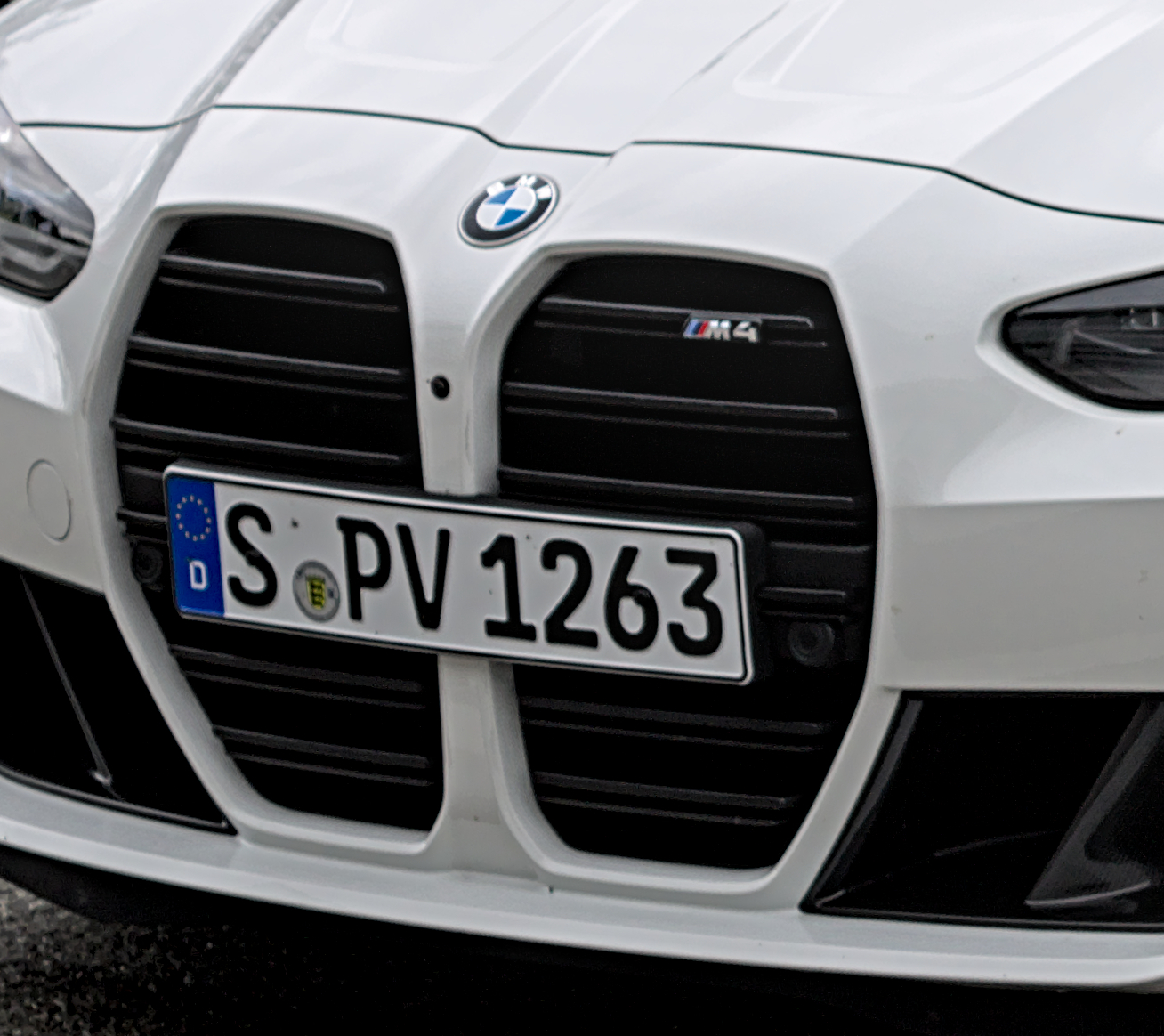
BMW M4, seit 2020
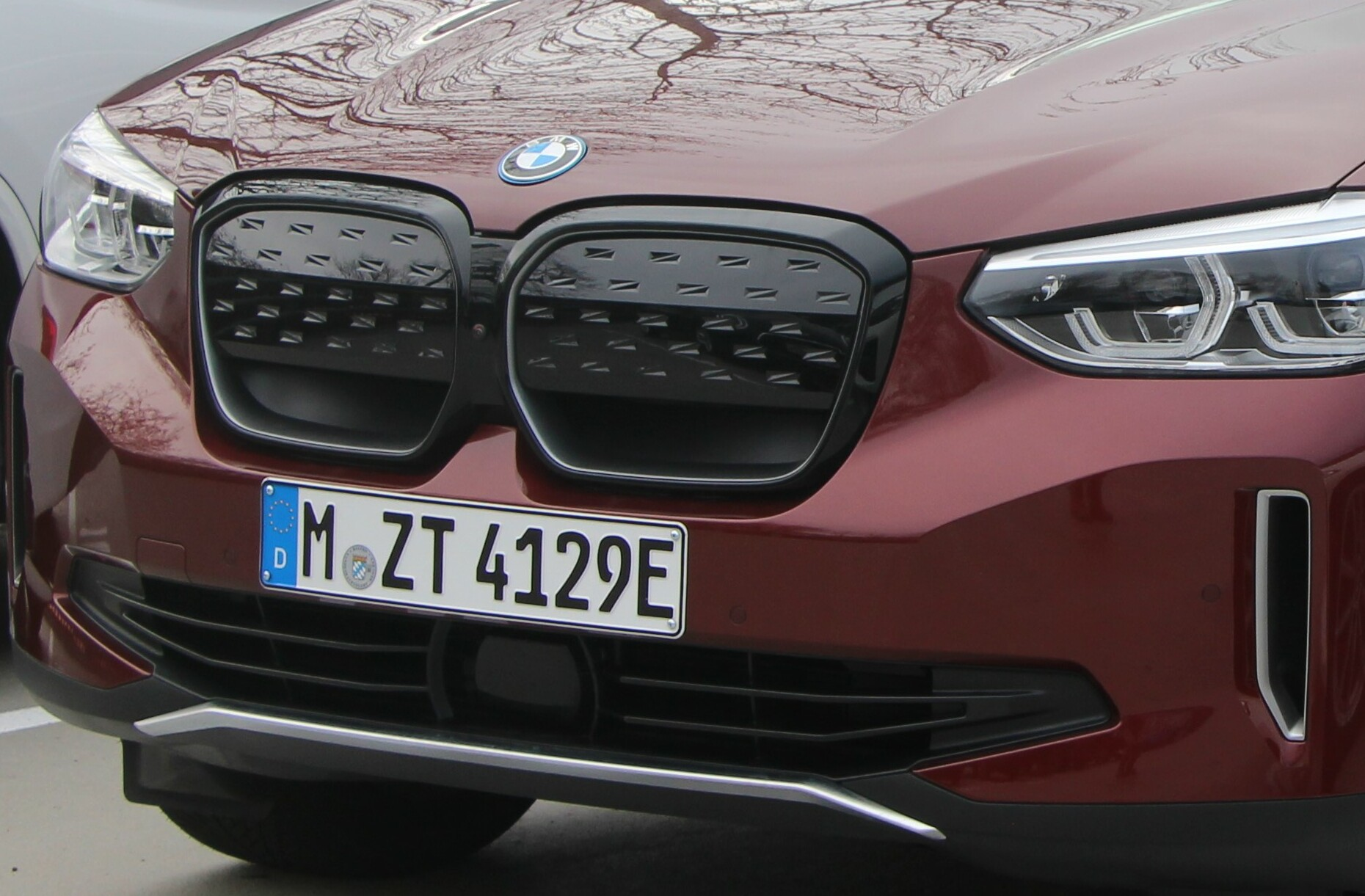
BMW iX3, seit 2020 (in Deutschland seit 2021)
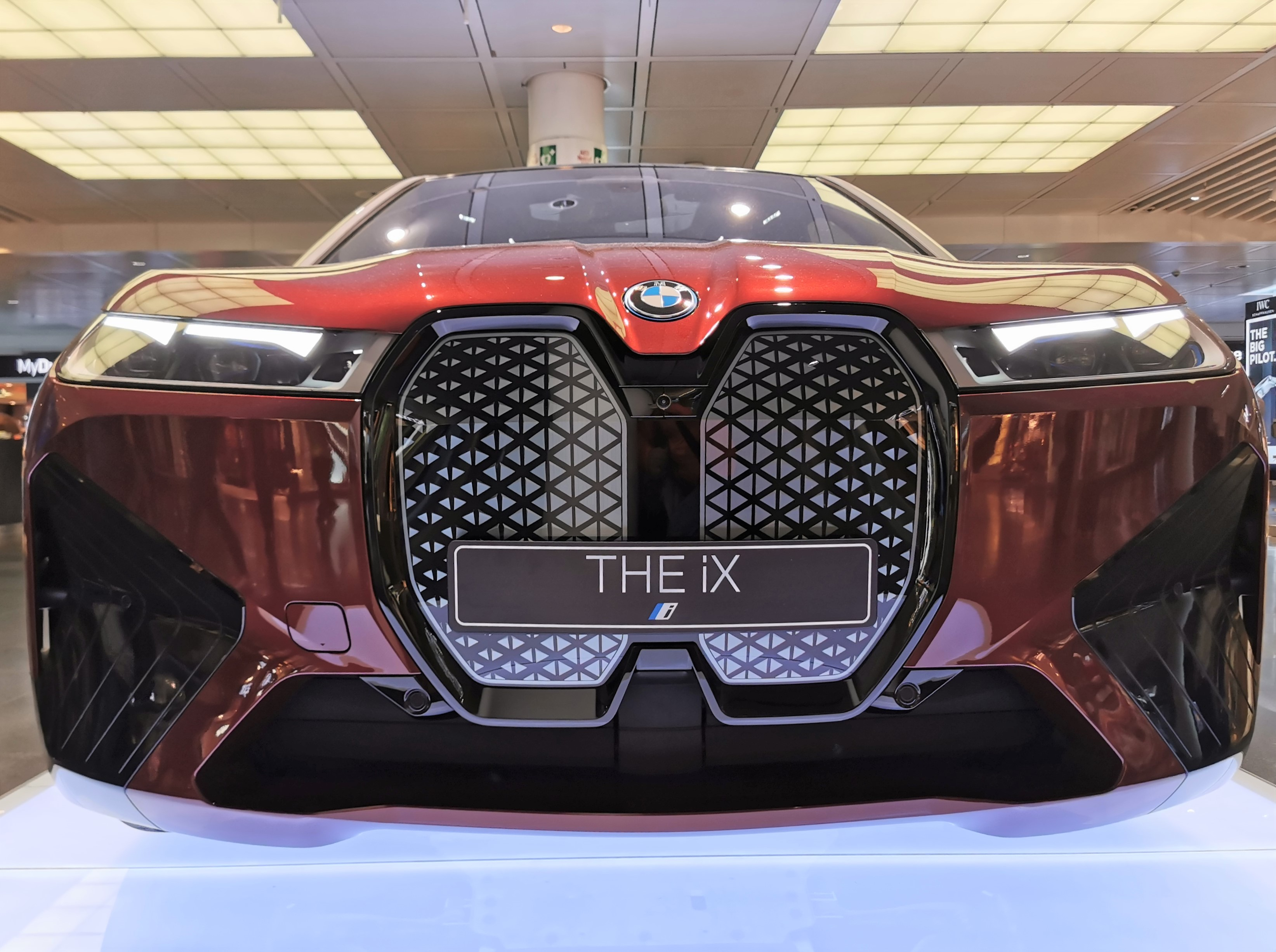
Elektro-SUV BMW iX mit Mehrschichtlack, 2021
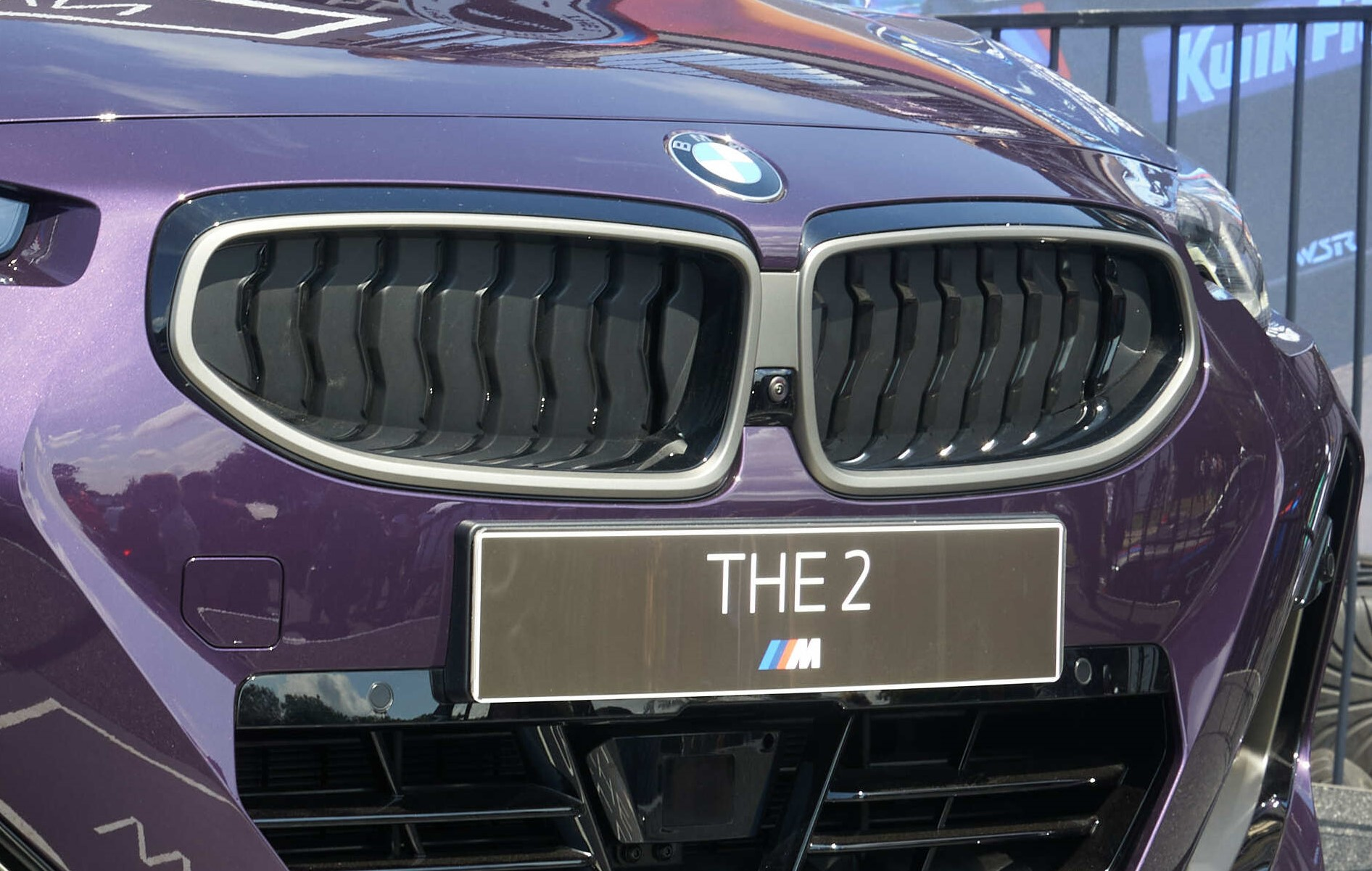
BMW 2er Coupé, 2021
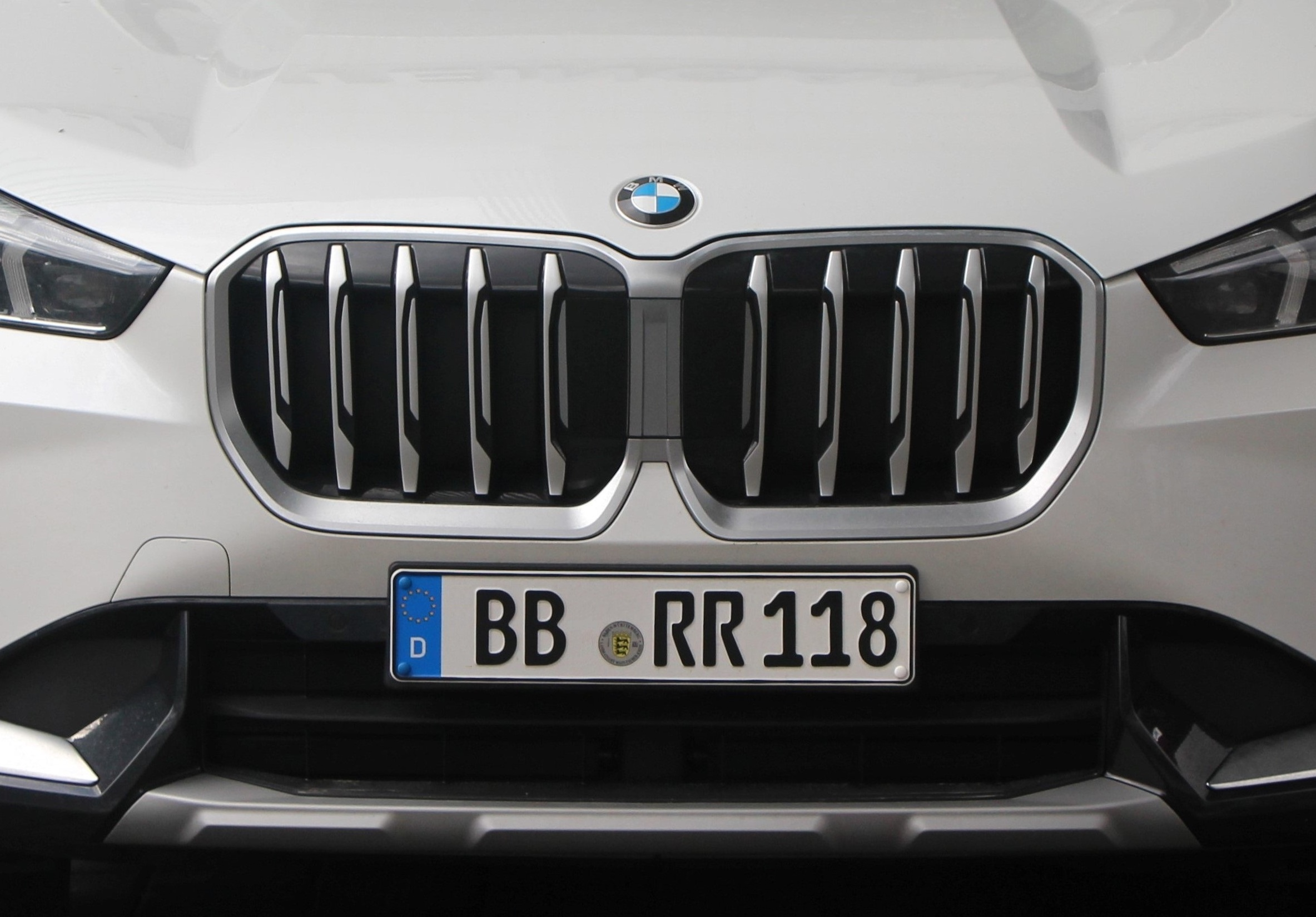
BMW X1, 2022
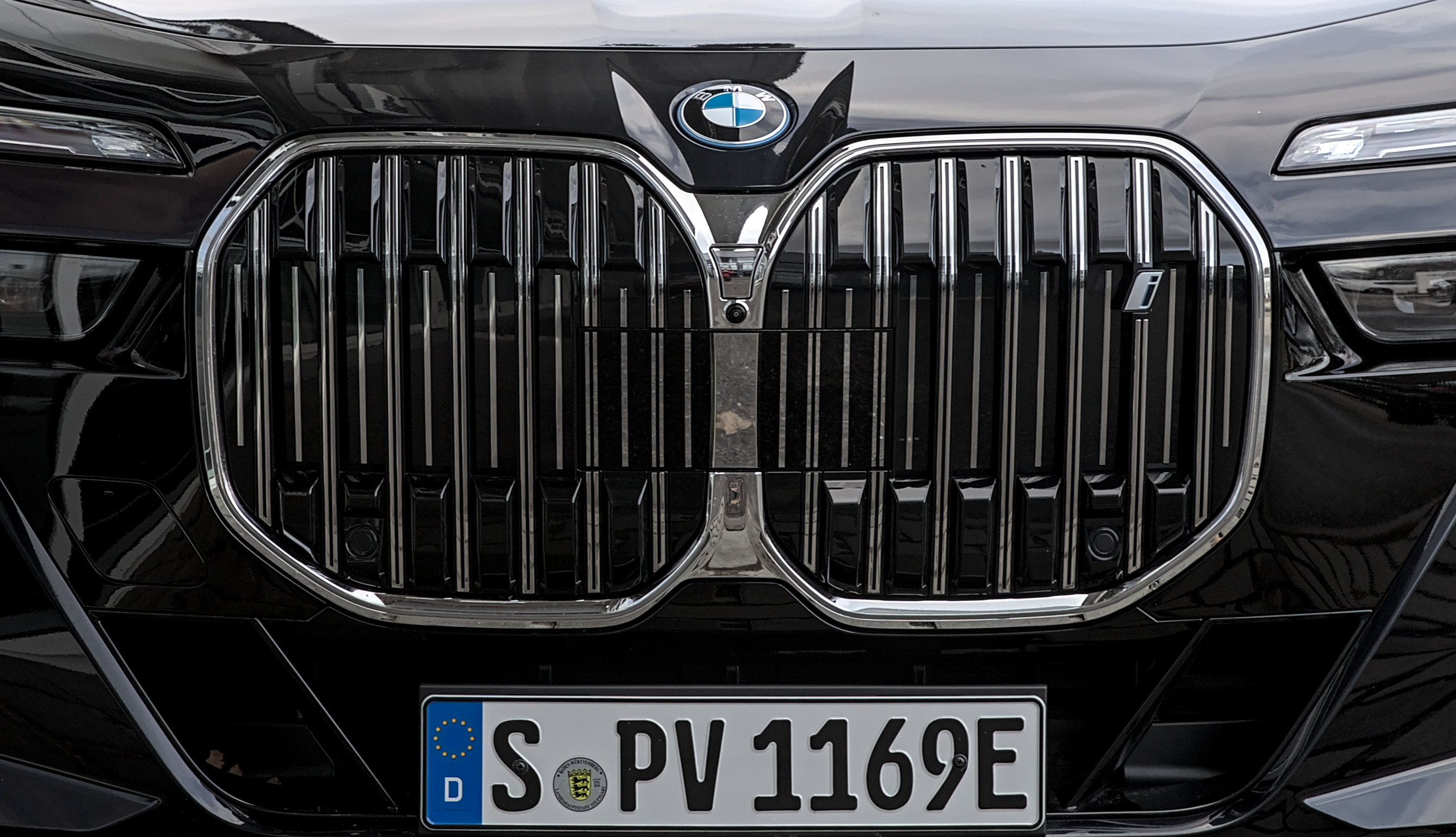
BMW i7, 2022
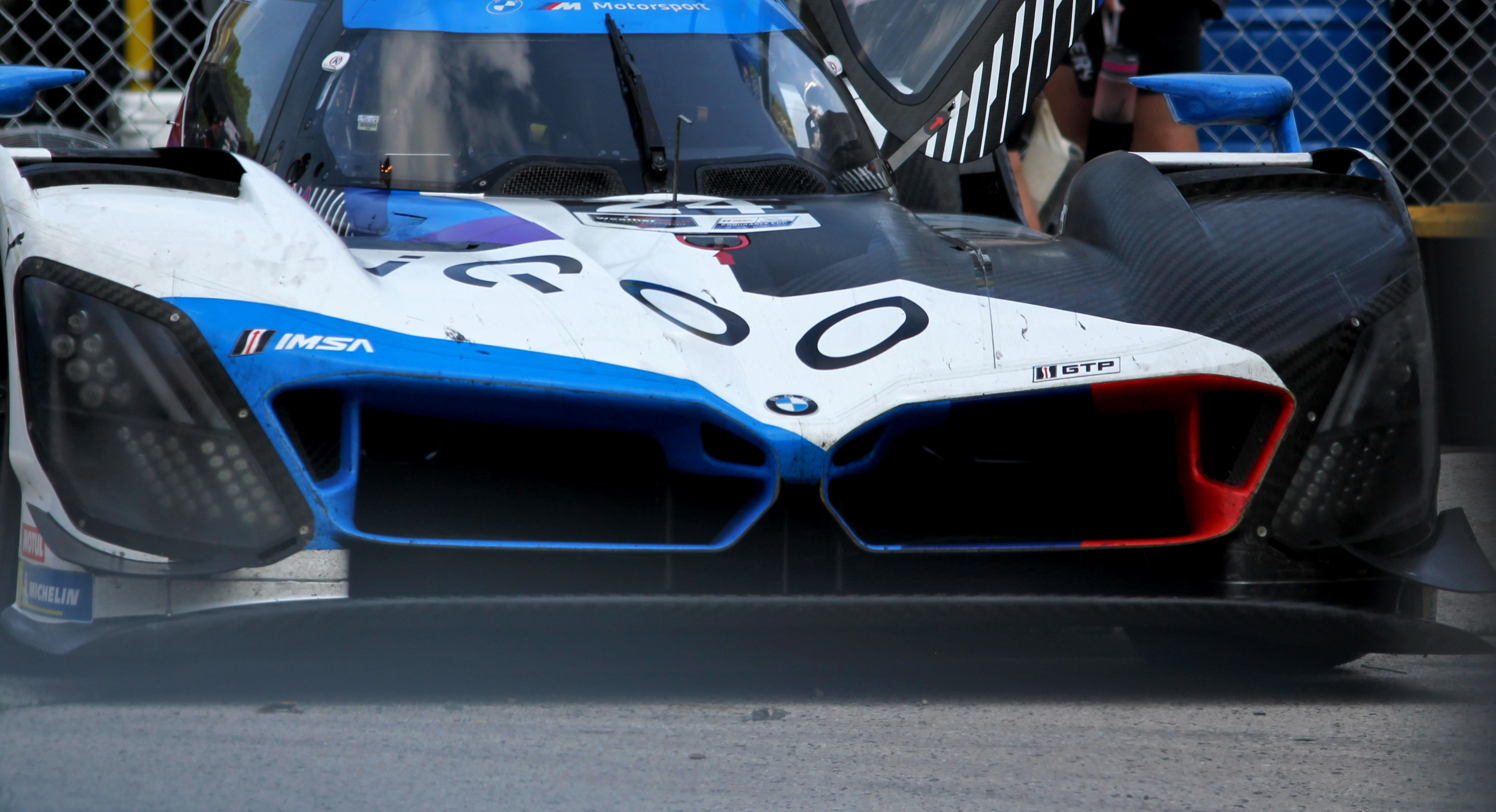
M Hybrid V8, 2022
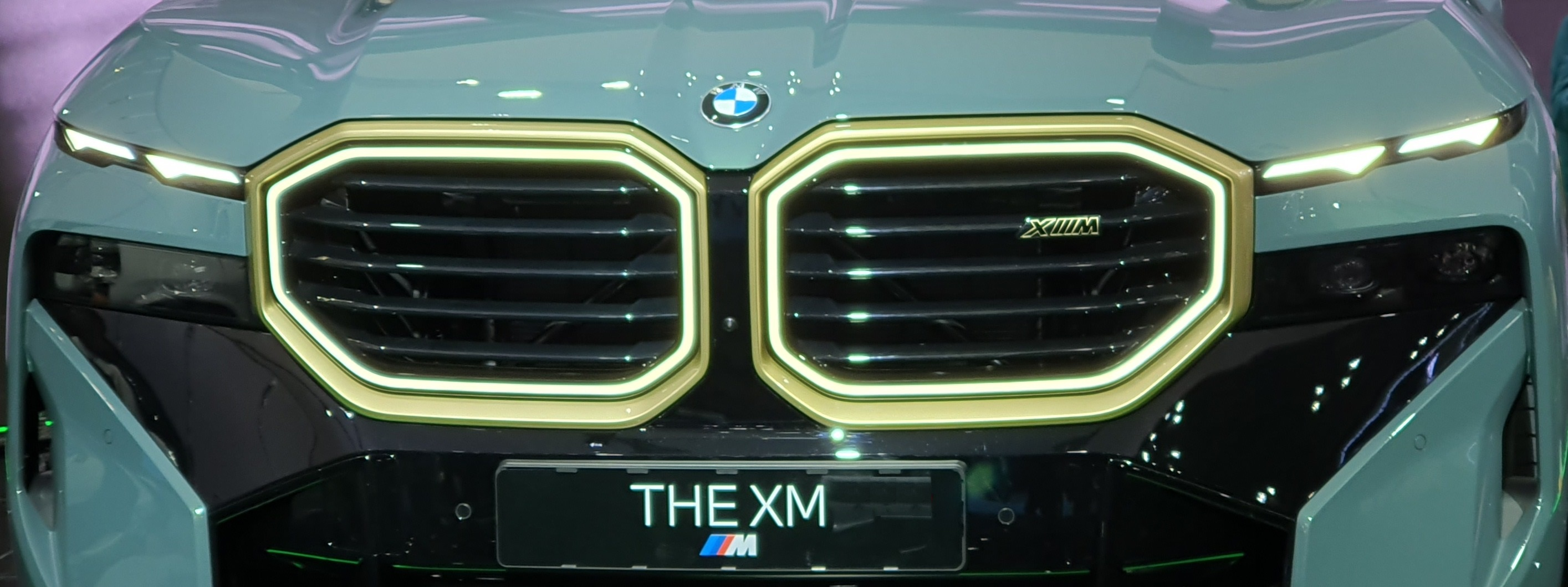
BMW XM, 2023 beleuchteter Rahmen
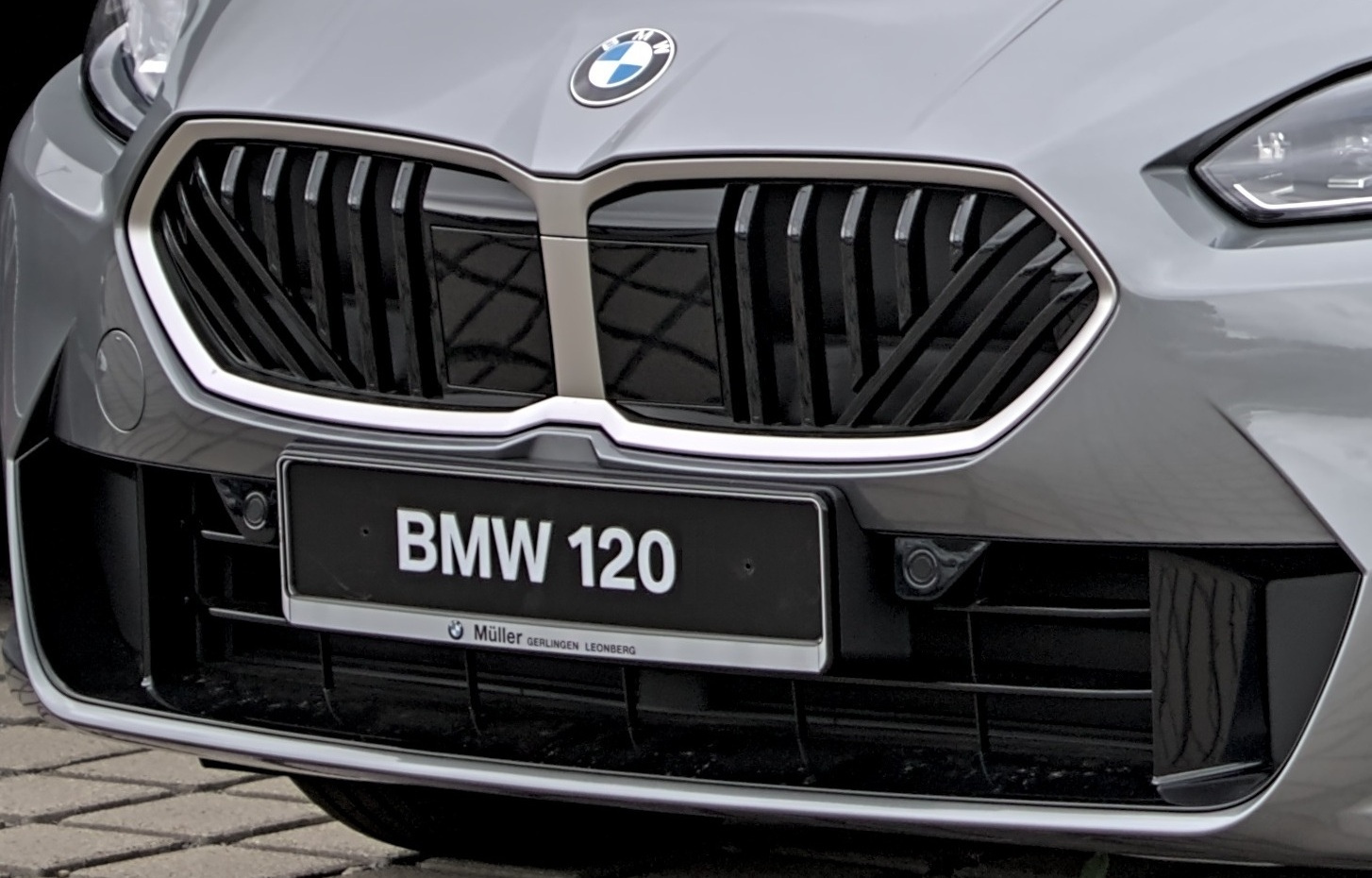
BMW 1er, 2024